# Uherský Ostroh
Uherský Ostroh là một thị trấn thuộc huyện Uherské Hradiště, vùng Zlínský, Cộng hòa Séc.